# Ушкинский Выставок
 Ушкинский Выставок  — деревня в Лузском муниципальном округе Кировской области.

## География
Расположена на расстоянии примерно 60 км на восток-юго-восток по прямой от города Луза на левобережье реки Луза.

## История
Известна с 1891 года, в 1926 году дворов 12 и жителей 58, в 1950 17 и 54, в 1989 27 жителей. В 1920-1930-х годах употреблялось также второе название (Исаковы или Исаков). Работал в советское время колхоз «Коммунар». С 2006 по 2012 года была в составе Грибошинского сельского поселения, с 2012 по 2020 год находилась в составе Папуловского сельского поселения.

## Население
Постоянное население составляло 6 человек (русские 100%) в 2002 году, 3 в 2010.